# Oni (jogo eletrônico)
Oni é um jogo eletrônico de ação em terceira pessoa desenvolvido pela Bungie West, uma divisão da Bungie. Lançado em 2001, foi o único jogo da Bungie West. A jogabilidade consiste em tiro em terceira pessoa com combate corpo a corpo, com foco no último. Originalmente planejado apenas para o Mac OS e Windows, um porte para PlayStation 2 foi desenvolvido simultaneamente pela Rockstar Canada. O estilo do jogo foi inspirado em grande parte por Ghost in the Shell e Akira e compartilha o mesmo gênero, sendo ambientado em um mundo cyberpunk.

## Jogabilidade
Existem dez armas diferentes em Oni, incluindo pistolas, rifles, lança-foguetes e armas de energia. Power-ups como "hyposprays", que curam danos, e dispositivos de camuflagem, que tornam o jogador invisível, podem ser encontrados espalhados pelos níveis ou em cadáveres. Como o jogador pode carregar apenas uma arma de cada vez e a munição é escassa, o combate corpo a corpo é o meio mais eficaz e comum de derrotar inimigos. O jogador pode socar, chutar e lançar inimigos; progredir para níveis posteriores desbloqueia movimentos e combos mais fortes.
Existem várias classes de inimigos, cada um com seu próprio estilo de combate desarmado. Cada classe é subdividida em camadas de força crescente. Como nos títulos anteriores de Marathon da Bungie, as camadas são codificadas por cores, neste caso por verde (mais fraco), azul e vermelho (mais forte). Também são codificados por cores os níveis de saúde de cada oponente, indicados por um flash quando o jogador os ataca ou atira. Flashes verdes mostram que o oponente está com muita saúde, flashes vermelhos mostram que o inimigo está perto da morte.
Oni não limita o jogador a lutar contra pequenos grupos de inimigos em pequenas arenas; cada área é totalmente aberta para explorar. Os catorze níveis são de vários tamanhos, alguns grandes o suficiente para compor um edifício inteiro. A Bungie contratou dois arquitetos para projetar os edifícios.
O motor de Oni implementa um método de interpolação que ajusta os quadros-chave, suavizando a animação de movimentos complexos de artes marciais. No entanto, frame slippage é um problema comum quando vários personagens não-jogáveis próximos ao jogador estão atacando.

## Enredo
Os eventos de Oni ocorrem em ou após o ano de 2032. O mundo do jogo é uma distopia, uma Terra tão poluída que pouco dela permanece habitável. Para resolver crises econômicas internacionais, todas as nações se uniram em uma única entidade, o Governo da Coalizão Mundial. O governo é totalitário, dizendo à população que o que na verdade são regiões perigosamente tóxicas são as áreas selvagens preservadas e usa suas forças policiais, a Força-Tarefa de Crimes Tecnológicos (TCTF) (sigla em inglês), para suprimir a oposição. O personagem do jogador, codinome Konoko (dublada por Amanda Winn-Lee), nome completo mais tarde dado como Mai Hasegawa, inicia o jogo trabalhando para o TCTF. Logo, ela descobre que seus empregadores mantêm segredos sobre seu passado. Ela se vira contra eles enquanto embarca em uma busca de autodescoberta. O jogador aprende mais sobre sua família e suas origens enquanto luta contra a TCTF e seu maior inimigo, a organização criminosa igualmente monolítica chamada Syndicate. No clímax do jogo, Konoko descobre um plano da Syndicate para fazer com que os Centros de Conversão Atmosférica, estações de tratamento de ar necessárias para manter viva a maior parte da população do mundo, funcionem catastroficamente. Ela é parcialmente bem-sucedida em frustrar a trama, salvando uma parte da humanidade.

## Desenvolvimento
O universo do jogo é fortemente influenciado pelo filme em anime de Mamoru Oshii, Ghost in the Shell, com alguma influência adicional de Akira. O plano original era que Konoko fosse uma ciborgue como Motoko Kusanagi de Ghost in the Shell. A explicação para suas habilidades sobre-humanas foi alterada para ser mais orgânica com a adição do conceito Daodan Chrysalis pelo líder do projeto Hardy LeBel.
Oni era esperado originalmente para ser lançado no quarto trimestre de 1999. A publicidade foi direcionada para essa data de entrega, e o jogo ganhou o Game Critics Awards da E3 de Melhor Jogo de Ação/Aventura em 1999. No entanto, dificuldades de desenvolvimento fizeram com que a data de lançamento fosse adiada continuamente. A aquisição da Bungie pela Microsoft em 2000 levou à transferência da IP Oni para a Take-Two Interactive (que possuía 20% do estúdio antes da aquisição da Microsoft). Como os funcionários da Bungie estavam se mudando para o novo escritório na sede da Microsoft ou saindo da empresa, o trabalho em Oni precisava ser concluído o mais rápido possível. Devido à falta de tempo para resolver problemas com o código multijogador e concluir os níveis destinados ao uso no modo multijogador, essa funcionalidade foi removida na versão lançada.
Uma sequência, Oni 2: Death & Taxes, estava em desenvolvimento no Angel Studios antes de ser cancelada por motivos desconhecidos.

## Recepção
Nos Estados Unidos, Oni vendeu 50.000 cópias até outubro de 2001. Ele recebeu críticas mistas dos críticos, com os sites GameRankings e Metacritic dando à versão para PC 75,44% e 73/100 e à versão para PlayStation 2, 68,69% e 69/100. Alguns revisores não ficaram impressionados com os mínimos detalhes dos gráficos do ambiente, a falta de inteligência por parte da IA em algumas situações, e a trama, que às vezes era criticada como subdesenvolvida. A dificuldade do jogo em combinação com a falta de pontos de salvamento foi citada como negativa.
Além disso, muitos fãs se sentiram enganados porque o jogo não cumpriu todas as suas promessas. A deficiência mais notável foi a ausência do multijogador baseado em LAN, que tinha sido demonstrado nos estandes de hands-on na Macworld Expo durante o desenvolvimento de Oni, mas removido antes do lançamento devido a preocupações manifestadas sobre problemas de latência. Isso também contribuiu para algumas pontuações mais baixas dos revisores. Parte do conteúdo do jogo também foi cortado. Isso incluiu o tão esperado "Iron Demon", um grande mecanismo mostrado no jogo em um trailer. Além disso, muitas das armas apresentadas no trailer e na capa do jogo não estavam no jogo.
No entanto, Oni recebeu o maior elogio por sua animação suave de personagens e grande variedade de movimentos de luta, bem como a combinação de tiros e combate corpo a corpo. Assim, os revisores deram a Oni pontuações de média a boa em reconhecimento ao fator de diversão do jogo.

## Anniversary Edition
Do trabalho e da discussão na comunidade de fãs de Oni, eles fizeram a "The Anniversary Edition" que aprimora uma cópia de varejo de Oni e é o resultado de anos de pesquisa. O primeiro lançamento oficial da edição foi feito sete anos após o lançamento de Oni, daí o nome original do projeto, "Seventh Anniversary Edition".